# Carl Voss
Pour les articles homonymes, voir Voss (homonymie).
Temple de la renommée : 1974
Carl Potter Voss (né le 6 janvier 1907 à Chelsea aux États-Unis - mort le 13 septembre 1994 à Lake Park) est un joueur de hockey sur glace de la Ligue nationale de hockey qui y est devenu arbitre,.
Il remporte le premier trophée Calder de l'histoire de la LNH en 1933 en tant que meilleur joueur dans sa première saison complète dans la ligue. Il ne parvient pas à se faire une place fixe dans une équipe particulière et en dix ans de carrière, il joue pour huit équipes différents. Il met un terme à sa carrière à l'issue de la saison 1937-1938 de la LNH.
En 1950, il se reconvertit en tant qu'arbitre de la ligue, fonction qu'il occupera pendant 15 saisons. Il prend de plus en plus de responsabilités et s'occupe des assignations des arbitres pour la LNH et également pour de nombreuses ligues mineures. Il est admis au Temple de la renommée du hockey en 1974 en tant que bâtisseur.

## Biographie

### Débuts en ligue mineure

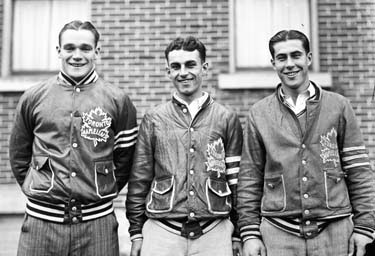
Joe Primeau (au centre) joue pendant trois saisons avec Voss.

Carl Voss commence sa carrière sportive en jouant au football canadien ; il remporte la Coupe Grey à deux reprises avec l'Université Queen's en 1923 et 1924. Deux ans plus tard, toujours avec son université, il participe à la finale de la Coupe Memorial, cette fois avec l'équipe de hockey sur glace qui est battue par les Canadians de Calgary.
En février 1927, alors qu'il a tout juste 20 ans, Conn Smythe achète la franchise des St. Patricks de Toronto qu'il renomme Maple Leafs de Toronto. Voss est le premier joueur signé par la nouvelle équipe. Il joue alors douze rencontres avec l'équipe. Cette même saison, il participe également à des rencontres dans l'Association de hockey de l'Ontario avec les Malboros de Toronto. Lors de la saison suivante, il joue dans la Canadian Professional Hockey League avec les Ravinas de Toronto, équipe affiliée aux Maple Leafs.
L'équipe arrête ses activités à la fin du calendrier et comme nombre de joueurs, dont Joe Primeau avec qu'il joue depuis déjà deux saisons, il rejoint alors les Panthers de London. Au cours de cette même saison, Voss joue une nouvelle fois dans la LNH participant à deux rencontres. Il quitte la ville de l'Ontario en novembre 1929 étant échangé avec Wes King en retour de Gord Brydson ; il signe alors dans la Ligue internationale de hockey avec les Bisons de Buffalo.
Voss joue pendant trois saisons avec les Bisons ; en 1931-1932, il compte à la fin de la saison régulière 41 points pour 18 buts et 23 mentions d'assistance. Il est ainsi meilleur pointeur de la ligue alors que son équipe finit pour une deuxième année consécutive à la première place du classement. Contrairement aux séries de 1931, celles de 1932 sont un succès pour les Bisons qui en sortent vainqueurs. Avec 6 points dont 5 aides, Voss est le meilleur passeur et pointeur des séries.

### Carrière dans la LNH
Le 4 octobre 1932, il signe avec les Rangers de New York après avoir été échangé en retour de Lorne Carr et de 15 000 dollars. Voss ne participe qu'à dix rencontres de la saison 1932-1933 de la LNH avec les Rangers et le 11 décembre de la même année, il rejoint les Red Wings de Détroit. Auteur de 20 points en saison régulière, il est cette année-là, le premier joueur à être élu meilleure recrue de la saison.
Il commence la saison suivante avec Détroit mais après huit rencontres, il change une nouvelle fois de formation signant le 26 novembre 1933 avec les Sénateurs d'Ottawa. L'équipe d'Ottawa connaît des difficultés financières et devient les Eagles de Saint-Louis lors de la saison 1934-1935. Ce déménagement ne sauve pas la franchise qui arrête ses activités à son tour. Il est réclamé lors du repêchage de dispersion par Détroit mais le lendemain, le 16 octobre 1936, il est échangé aux Americans de New York. Après deux saisons sans séries, Voss retrouve les séries éliminatoires avec sa nouvelle équipe mais ils sont éliminés dès le premier tour sans que Voss n'inscrive le moindre point.
À l'aube de la saison 1936-1937 de la LNH, Voss change une nouvelle fois de chandail en intégrant l'effectif des Maroons de Montréal mais il ne joue que 20 rencontres au cours de la saison avec les Maroons. Après huit rencontres dans la saison 1937-1938 de la LNH, il connaît un nouveau transfert rejoignant pour la fin de la saison les Black Hawks de Chicago. La formation de Chicago finit la saison à la troisième place de la division Américaine mais ils passent tour à tour les quarts de finale et demi-finale de la Coupe Stanley. Ils affrontent en finale les Maple Leafs de Toronto qu'ils battent en quatre rencontres. Lors de la dernière rencontre, l'équipe de Chicago l'emporte sur le score de 4-1, le deuxième but décisif pour la victoire, est inscrit par Voss à la fin du deuxième tiers-temps.
Voss se blesse au genou lors du camp d'entraînement des Black Hawks lors de la préparation de la saison 1938-1939 de la LNH. Il ne revient finalement jamais au jeu et met fin à sa carrière après 261 rencontres jouées en saison régulière pour 104 points ; 24 rencontres et 8 points de plus en séries éliminatoires.

### Après carrière
Après avoir pris sa retraite, Voss est engagé par CCM et devient pendant une dizaine d'années l'agent principal de la société pour les équipes de hockey américaines. Dans le même temps, il devient arbitre pour différentes ligues de hockey dont la plus célèbre est la Ligue américaine de hockey.
Voss entre de plus en plus dans les instances dirigeantes du hockey quand il devient superviseur d'arbitres ; en 1949, il devient même président de l'United States Hockey League. Deux ans plus tard, l'USHL ferme ses portes et Voss rejoint les Flyers de Saint-Louis, équipe de la LAH, en tant que dirigeant et entraîneur de l'équipe. Il occupe toujours pendant ce temps un rôle de consultant pour les arbitres. En 1950, grâce à ses qualités d'arbitre et de gestion administrative, il devient arbitre en chef de la LNH. Il gardera ce poste pendant 15 ans et sera à la base de nombreux changements dans la LNH. Il aide également les arbitres à mieux préparer les rencontres, les saisons et au cours des années 1960, le nombre d'arbitres officiels pour la ligue passe de 10 à 23. Il prend sa retraite en 1965 et est admis au Temple de la renommée du hockey en 1974 en tant que bâtisseur. Il meurt le 13 septembre 1994.

## Statistiques
| Saison     | Équipe                 | Ligue      |     | Saison régulière | Saison régulière | Saison régulière | Saison régulière | Saison régulière |   | Séries éliminatoires | Séries éliminatoires | Séries éliminatoires | Séries éliminatoires | Séries éliminatoires |
| Saison     | Équipe                 | Ligue      | PJ  | B                | A                | Pts              | Pun              | PJ               | B | A                    | Pts                  | Pun                  |                      |                      |
| 1925-1926  | Université Queen's     | AHO        |     |                  |                  |                  |                  |                  |   |                      |                      |                      |                      |                      |
| 1926-1927  | Maple Leafs de Toronto | LNH        | 12  | 0                | 0                | 0                | 0                |                  |   |                      |                      |                      |                      |                      |
| 1926-1927  | Marlboros de Toronto   | AHO        | 4   | 0                | 0                | 0                | -                | 2                | 0 | 1                    | 1                    | -                    |                      |                      |
| 1926-1927  | Marlboros de Toronto   | AHO Sr.    | 2   | 0                | 0                | 0                | 0                |                  |   |                      |                      |                      |                      |                      |
| 1927-1928  | Ravinas de Toronto     | Can Pro.   | 30  | 3                | 4                | 7                | 15               |                  |   |                      |                      |                      |                      |                      |
| 1928-1929  | Panthers de London     | Can Pro.   | 42  | 11               | 9                | 20               | 44               |                  |   |                      |                      |                      |                      |                      |
| 1928-1929  | Maple Leafs de Toronto | LNH        | 2   | 0                | 0                | 0                | 0                |                  |   |                      |                      |                      |                      |                      |
| 1929-1930  | Bisons de Buffalo      | LIH        | 42  | 14               | 6                | 20               | 22               | 7                | 3 | 0                    | 3                    | 6                    |                      |                      |
| 1930-1931  | Bisons de Buffalo      | LIH        | 47  | 16               | 10               | 26               | 46               | 6                | 3 | 3                    | 6                    | 8                    |                      |                      |
| 1931-1932  | Bisons de Buffalo      | LIH        | 46  | 18               | 23               | 41               | 53               | 6                | 1 | 5                    | 6                    | 7                    |                      |                      |
| 1932-1933  | Rangers de New York    | LNH        | 10  | 2                | 1                | 3                | 4                |                  |   |                      |                      |                      |                      |                      |
| 1932-1933  | Red Wings de Détroit   | LNH        | 38  | 6                | 14               | 20               | 6                | 4                | 1 | 1                    | 2                    | 0                    |                      |                      |
| 1933-1934  | Red Wings de Détroit   | LNH        | 8   | 0                | 2                | 2                | 2                |                  |   |                      |                      |                      |                      |                      |
| 1933-1934  | Sénateurs d'Ottawa     | LNH        | 40  | 7                | 16               | 23               | 10               |                  |   |                      |                      |                      |                      |                      |
| 1934-1935  | Eagles de Saint-Louis  | LNH        | 48  | 13               | 18               | 31               | 14               |                  |   |                      |                      |                      |                      |                      |
| 1935-1936  | Americans de New York  | LNH        | 46  | 3                | 9                | 12               | 10               | 5                | 0 | 0                    | 0                    | 0                    |                      |                      |
| 1936-1937  | Maroons de Montréal    | LNH        | 20  | 0                | 2                | 2                | 4                | 5                | 1 | 0                    | 1                    | 0                    |                      |                      |
| 1937-1938  | Maroons de Montréal    | LNH        | 4   | 0                | 0                | 0                | 0                |                  |   |                      |                      |                      |                      |                      |
| 1937-1938  | Black Hawks de Chicago | LNH        | 33  | 3                | 8                | 11               | 0                | 10               | 3 | 2                    | 5                    | 0                    |                      |                      |
| Totaux LNH | Totaux LNH             | Totaux LNH | 261 | 34               | 70               | 104              | 50               | 24               | 5 | 3                    | 8                    | 0                    |                      |                      |

## Trophées et honneurs personnels
- 1922-1923 : Coupe Grey avec l'Université Queen's
- 1923-1924 : Coupe Grey avec l'Université Queen's
- 1930-1931 : champion de la saison régulière de la LIH avec les Bisons de Buffalo
- 1931-1932 : 
  - champion de la saison régulière de la LIH avec les Bisons de Buffalo
  - champion des séries de la LIH avec les Bisons de Buffalo
- 1932-1933 : Trophée Calder de la meilleure recrue de la LNH
- 1937-1938 : Coupe Stanley avec les Black Hawks de Chicago de la LNH
- 1974 : admis au Temple de la renommée